# American-Football-Europameisterschaft der Junioren 2022
Die American-Football-Europameisterschaft der Junioren 2022 war die 15. Auflage dieses Turniers. Sie fand vom 7. Juli bis zum 10. Juli 2022 im österreichischen Wien statt. Die gastgebenden Österreicher wurden zum sechsten Mal in Folge Europameister. 
Neben der A-Gruppe, in der um die Europameisterschaft gespielt wurde, wurden eine B- sowie eine C-Gruppe ausgetragen. Die Einteilung der Mannschaften erfolgte nach den Endplatzierungen der EM 2019. Die Sieger dieser Gruppen steigen in die nächsthöhere Gruppe auf, der letzte jeder Gruppe steigt in die nächstniedrigere Gruppe ab. Finnland steigt in die Gruppe A auf, Deutschland in die Gruppe B, während Frankreich in die Gruppe B absteigt und Spanien in die Gruppe C.

## Europameisterschaft
Die Spiele der Europameisterschaft Gruppe A fanden im Footballzentrum Ravelinstraße in Wien statt.
|  | Halbfinale          | Halbfinale      |                  |   | Finale           | Finale           |
|  |                     |                 |                  |   |                  |                  |
|  | Schweden            | 31              |                  |   |                  |                  |
|  | Frankreich          | 21              |                  |   |                  |                  |
|  | 7. Juli, 11 Uhr     |                 |                  |   |                  |                  |
|  |                     |                 | 10. Juli, 15 Uhr |   |                  |                  |
|  | Österreich          | 13              |                  |   |                  |                  |
|  |                     | Schweden        | 10               |   |                  |                  |
|  |                     |                 |                  |   |                  |                  |
|  | Spiel um Platz drei |                 |                  |   |                  |                  |
|  | 7. Juli, 15 Uhr     | 7. Juli, 15 Uhr | Frankreich       | 0 |                  |                  |
|  | Österreich          | 23              | Dänemark         | 3 |                  |                  |
|  | Dänemark            | 7               |                  |   | 10. Juli, 11 Uhr | 10. Juli, 11 Uhr |

## Gruppe B
Die Spiele der Gruppe B fanden im italienischen Bologna statt.

|  | Halbfinale          | Halbfinale        |                   |    | Finale            | Finale            |
|  |                     |                   |                   |    |                   |                   |
|  | Finnland            | 22                |                   |    |                   |                   |
|  | Großbritannien      | 11                |                   |    |                   |                   |
|  | 6. Juli 15:00 Uhr   |                   |                   |    |                   |                   |
|  |                     |                   | 9. Juli 20:30 Uhr |    |                   |                   |
|  | Italien             | 23                |                   |    |                   |                   |
|  |                     | Finnland          | 33                |    |                   |                   |
|  |                     |                   |                   |    |                   |                   |
|  | Spiel um Platz drei |                   |                   |    |                   |                   |
|  | 6. Juli 20:30 Uhr   | 6. Juli 20:30 Uhr | Spanien           | 14 |                   |                   |
|  | Italien             | 24                | Großbritannien    | 28 |                   |                   |
|  | Spanien             | 0                 |                   |    | 9. Juli 15:00 Uhr | 9. Juli 15:00 Uhr |

## Gruppe C
Die Spiele der Gruppe C fanden im Stadion des Rugby-Clubs Sparta Prag in der Tschechischen Republik statt. Als weiterer Teilnehmer war Belgien vorgesehen, zog sich jedoch zurück.
| 6. Juli 2022  | Tschechien  | 0  | Deutschland | 47 |
| 9. Juli 2022  | Deutschland | 78 | Schweiz     | 9  |
| 12. Juli 2022 | Tschechien  | 27 | Schweiz     | 23 |

## Endplatzierungen
| Gruppe A |                |                      |
| 1.       | Österreich     | Europameister        |
| 2.       | Schweden       | Silber               |
| 3.       | Dänemark       | Bronze               |
| 4.       | Frankreich     | Abstieg in Gruppe B  |
| Gruppe B |                |                      |
| 5.       | Finnland       | Aufstieg in Gruppe A |
| 6.       | Italien        |                      |
| 7.       | Großbritannien |                      |
| 8.       | Spanien        | Abstieg in Gruppe C  |
| Gruppe C |                |                      |
| 9.       | Deutschland    | Aufstieg in Gruppe B |
| 10.      | Tschechien     |                      |
| 11.      | Schweiz        |                      |